# 李暾
李暾（?—?），又作美暾，字寅伯，號東門。鄞县（今浙江宁波）人。
讀書不喜章句之學。與謝緒章、萬承勳、鄭性合稱“四明四友”，各以诗鸣，尝合刻《四明四友诗集》。

## 家族
父李鄴嗣。
有子李世法。